# Can Soler de Reixac
Can Soler de Reixac és una masia de la Roca del Vallès (Vallès Oriental) protegida com a Bé Cultural d'Interès Local.

## Descripció
Edifici de planta trapezoïdal constituït per tres cossos paral·lels a la façana i dues plantes. La coberta és a dues vessants amb el carener paral·lel a la façana. L'edifici presenta poques i petites obertures emmarcades amb pedra, la de sobre el portal amb els cantells bisellats i el portal adovellat d'arc de mig punt. Els murs són de tàpia amb sòcol de paredat comú o totalment de paredat, segons sigui el moment en què van ser aixecats. Les parets tenen un acabat amb arrebossat llis.

## Història
La primera data que es té és del segle xiv, any 1333, figura un Berenguer Soler, senyor de Can soler de Reixac i el 1388 és Dalmau Soler, senyor de la casa de Soler de Reixac, parròquia de Sant Sadurní de la Roca. Els Soler pagaven cens als Torrelles senyors del castell. El 1684, va passar a ser propietat de la comunitat de preveres de la parròquia de Sant Maria del Mar, però en la desamortització, any 1836, va passar novament a mans privades. L'any 1860 vas ser adquirit, juntament amb el castell de la Roca, per Joaquim Alomar i Font i quan el castell fou venut a Antoni Rivière, el "Manso Soler" continuà en poder dels Alomar.